# منظمة الاقتصاد الإسلامي في إيران
منظمة الاقتصاد الإسلامي الإيرانية (الفارسية: سازمان اقتصاد اسلامی ایران؛ سابقًا البنك الإسلامي الإيران) أو ببساطة منظمة الاقتصاد الإسلامي كانت أول مؤسسة مصرفية إسلامية أنشئت في عام 1979 بعد الثورة الإسلامية. وتعمل المنظمة كمصرف مركزي لإصدار القروض الحسنة، وقد أُعفيَت من التأميم بموجب مرسوم روح الله الخميني. وقد شكل إنشاء هذه المنظمة الخطوة الأولى نحو إنشاء نظام مواز في القطاع المصرفي، يعمل خارج نطاق سلطة المصرف المركزي الإيراني. وهي تشرف حاليًّا على 1200 صندوق قروض إسلامية من أصل 2500، نيابة عن المصرف المركزي الإيراني.

## التاريخ

### الخلفية
لقد لعب مير محمد صادقي، وهو عضو بارز في حزب المؤتلفة وأحد أنصار الخميني من الطبقة البازارية، دورًا فعالًا في إنشاء صناديق القروض الإسلامية قبل الثورة وبعدها. وبعد الثورة بفترة وجيزة، تم تعيينه رئيسًا لمنظمة الاقتصاد الإسلامي.

### التأسيس
تأسس المصرف الإسلامي الإيراني في نيسان 1979 م بأمر من السيد روح الله الخميني وبدعم من محمد بهشتي ومرتضى مطهري. وبعد موافقة قائد الجمهورية الإسلامية على إنشاء المصرف، أُعدّ النظام الأساسي للمصرف مع الأخذ بعين الاعتبار آراء الخبراء القانونيين والمصرفيين وقُدم إلى المصرف المركزي ومجلس النقد والائتمان للموافقة عليه. وقد وافق المجلس بالإجماع على النظام الأساسي في اجتماعه المنعقد بتاريخ 9 أيار 1979 م. وقد تناولت عدة صحف هذا التطور، منها صحيفة "اطلاعات" (العدد 15850، بتاريخ 10 أيار 1979 م).

### تغيير الاسم من مصرف إلى منظمة
وفي هذا الوقت أعلنت الحكومة المؤقتة المصارف وطنية (تأميم). استثنى روح الله الخميني المصرف الإسلامي من قرار الحكومة الإيرانية المؤقتة، قائلًا: "لن يُؤمَّم المصرف الإسلامي". وافقت الحكومة المؤقتة على أن يواصل المصرف الإسلامي الإيراني أنشطته بالنظام الأساسي الذي أقره مجلس النقد والائتمان، والغرض والموضوع المحددين، حتى مع اختيار شعار محدد، لكنها لن تستخدم كلمة "مصرف"، أي أنها ستُجري جميع العمليات المصرفية والائتمانية بإزالة اسم المصرف، ووعدت بأنه بمجرد رفع الحظر، سيعمل المصرف الإسلامي الإيراني تحت الاسم نفسه. وبناءً على هذه الاعتبارات والوعود، غُيرَت كلمة "مصرف" فقط إلى عبارة "منظمة اقتصادية". بمعنى آخر، استمر المصرف في الوجود من حيث الجوهر، ولكن من حيث الشكل، كان يخفي منظمة الاقتصاد الإسلامي في إيران، بمعنى آخر، المصرف الإسلامي في إيران هو مصرف في شكل منظمة الاقتصاد الإسلامي.

### جدل حول 3000 تريليون ريال
في عام 2015، قال ممثل مجلس الشورى الإسلامي إن المنظمة الاقتصادية الإسلامية سحبت بشكل غير قانوني ثلاثة آلاف تريليون ريال من موارد صناديق القرض الحسن واستخدمتها لبناء مبنى للمنظمة.